# 양양 낙산사 건칠관음보살좌상
양양 낙산사 건칠관음보살좌상(襄陽 洛山寺 乾漆觀音菩薩坐像)은 강원특별자치도 양양군, 낙산사에 있는 조선시대의 보살상이다. 2003년 2월 3일 대한민국의 보물 제1362호로 지정되었다.

## 개요
낙산사 원통보전에 봉안되어 있는 상으로 머리에는 화려하기 이를 데 없는 높은 보관을 썼으며, 금속제 팔각대좌 위에 결가부좌한 채 앉아 하품중생인의 아미타인을 짓고 있다. 근처의 영혈사에서 모셔왔다고도 전해지는 이 상은 적당한 크기로 허리를 곧추 세우고 고개만을 앞으로 약간 숙여 마치 굽어보는 듯한 느낌을 준다.
네모꼴에 가까우면서도 각지지 않은 둥글고 탄력적인 얼굴에 단정한 이목구비를 하고, 삼도(三道)가 뚜렷한 목과 두드러진 가슴, 가냘픈 듯 섬세한 손, 자연스럽게 흘러내린 옷주름, 가슴 밑을 수평으로 가로지른 내의 깃과 등 뒤에까지 화려하게 장식된 영락 등은 이 상이 고려 후반의 전통양식을 바탕으로 한 조선 초기작임을 짐작케 해준다.
온몸에 걸친 화려한 구슬장식과 착의법(着衣法) 역시 조선초의 양식을 잘 보여주고 있다. 보관은 고대 이래의 형식에 원상태를 유지하고 있어서 보관연구에 매우 중요한 자료라 하겠으며 전체적으로 각 부분의 비례가 좋고 특히 상호(相互)가 빼어나다.

## 같이 보기
- 낙산사

## 참고 자료
- 양양 낙산사 건칠관음보살좌상 - 국가유산청 국가유산포털